# Leucopardus sylviae
Leucopardus sylviae is een vlinder uit de familie van de uilen (Noctuidae). De wetenschappelijke naam van de soort is voor het eerst geldig gepubliceerd in 2000 door Zolotuhin & Witt.
De soort komt voor in het noorden van Vietnam.